# Kathi Schwaab
Kathi Schwaab (ur. 26 listopada 1972 w Oberhofie) – niemiecka biathlonistka, srebrna medalistka mistrzostw świata i trzykrotna medalistka mistrzostw Europy.

## Kariera
W Pucharze Świata zadebiutowała 14 grudnia 1989 roku w Obertilliach, zajmując 33. miejsce w biegu indywidualnym. Pierwsze punkty (do sezonu 2000/2001 punktowało 25. najlepszych zawodników) zdobyła 15 stycznia 1993 roku w Ridnaun, kiedy zajęła 13. miejsce w tej samej konkurencji. Jedyny raz na podium zawodów pucharowych stanęła 4 stycznia 1997 roku w Oberhofie, kończąc rywalizację w sprincie na trzeciej pozycji. W zawodach tych wyprzedziły ją tylko Szwedka Magdalena Forsberg i Hildegunn Mikkelsplass z Norwegii. Najlepsze wyniki osiągnęła w sezonie 1996/1997, kiedy zajęła 14. miejsce w klasyfikacji generalnej.
Podczas mistrzostw świata w Anterselvie w 1995 roku wspólnie z Simone Greiner-Petter-Memm, Uschi Disl i Petrą Behle zdobyła srebrny medal w biegu drużynowym. Zajęła też między innymi 34. miejsce w biegu indywidualnym na mistrzostwach świata w Osrblie dwa lata później. Ponadto zdobyła trzy medale mistrzostw Europy: złoty w biegu indywidualnym na ME w Iżewsku (1999) oraz brązowe w sprincie na ME w Kontiolaht (1994) i w sztafecie na ME w Grand-Bornand (1995).

## Osiągnięcia

### Mistrzostwa świata
| Rok  | Miejscowość | Konkurencje | Konkurencje | Konkurencje | Konkurencje | Konkurencje | Konkurencje | Konkurencje |
| Rok  | Miejscowość | IN          | SP          | PU          | MS          | RL          | MR          | SR          |
| ---- | ----------- | ----------- | ----------- | ----------- | ----------- | ----------- | ----------- | ----------- |
| 1993 | Borowec     | –           | –           | nd.         | nd.         | –           | nd.         | –           |
| 1995 | Anterselva  | –           | –           | nd.         | nd.         | –           | nd.         | –           |
| 1997 | Osrblie     | 34.         | –           | –           | nd.         | –           | nd.         | –           |

### Puchar Świata

#### Miejsca w klasyfikacji końcowej
| Sezon     | Miejsce |
| --------- | ------- |
| 1989/1990 | -       |
| 1992/1993 | 54.     |
| 1994/1995 | 51.     |
| 1995/1996 | 49.     |
| 1996/1997 | 14.     |
| 1997/1998 | 55.     |
| 1998/1999 | 64.     |

#### Miejsca na podium chronologicznie
| Lp. | Dzień      | Rok  | Miejscowość | Konkurencja      | Lokata | Pudła | Czas biegu | Strata | Zwycięzca          |
| --- | ---------- | ---- | ----------- | ---------------- | ------ | ----- | ---------- | ------ | ------------------ |
| 1.  | 4 stycznia | 1997 | Oberhof     | Sprint na 7,5 km | 3.     | 0+2   | 23:58,1    | +57,0  | Magdalena Forsberg |